# 保羅·得納
保罗·达纳（Paul Dana，1975年4月15日—2006年3月26日）是一位效力于拉哈爾·萊特曼·拉尼根賽車隊的美国赛车手，同时他也是一位賽車記者。
达纳生於美國密蘇里州，於1995年畢業於西北大學新聞系。他於多份雜誌發表賽車文章，並曾任汽車技工、駕駛教練、公關經理等工作。
2006年3月26日，作为美國印第賽車聯盟的新秀选手，在賽季开始时的賽前練習時撞車。随后被送到邁阿密市傑克森紀念醫院創傷中心救治，並於接近中午的時間宣告不治。